# Poste de police (île Royale)
Le Poste de police est un monument historique de Guyane situé dans la ville de Cayenne, sur l'Île Royale.
Le site est inscrit monument historique par arrêté du 26 décembre 2000.